# بریجواتر (ماساچوست)
بریجواتر(به انگلیسی: Bridgewater) شهری در شهرستان پلیموت ایالت ماساچوست می‌باشد که در سال ۱۶۵۶ بنیان‌گذاری شده‌است. این شهر در سرشماری سال ۲۰۱۰ میلادی، ۲۶٬۵۶۳ نفر جمعیت داشته‌است.